# Mecodina
Mecodina är ett släkte av fjärilar. Mecodina ingår i familjen nattflyn.

## Dottertaxa tillMecodina, i alfabetisk ordning[1]
- Mecodina aequilinea
- Mecodina africana
- Mecodina agrestis
- Mecodina albodentata
- Mecodina albopunctata
- Mecodina amboinica
- Mecodina analis
- Mecodina anceps
- Mecodina apicia
- Mecodina asbolaea
- Mecodina barnardi
- Mecodina bisignata
- Mecodina bocanidia
- Mecodina cataloxia
- Mecodina ceruleosparsa
- Mecodina chionopasta
- Mecodina costanotata
- Mecodina cyanodonta
- Mecodina diastriga
- Mecodina ethnica
- Mecodina hybrida
- Mecodina imperatrix
- Mecodina inconspicua
- Mecodina karapinensis
- Mecodina lenceola
- Mecodina leucosticta
- Mecodina macrocera
- Mecodina mesogramma
- Mecodina metagrapta
- Mecodina napa
- Mecodina nara
- Mecodina nigripuncta
- Mecodina novoguineana
- Mecodina ochrigrapta
- Mecodina odontophora
- Mecodina praecipua
- Mecodina ruficeps
- Mecodina rufipalpis
- Mecodina semophora
- Mecodina striata
- Mecodina sumatrana
- Mecodina turbida
- Mecodina variata
- Mecodina zopheropa